# Leopold (Jaworzno)
Osiedle Leopold w Jaworznie – osiedle mieszkaniowe położone w dzielnicy Śródmieście. Nazwa pochodzi od szybu byłej kopalni węgla kamiennego zlokalizowanej niedaleko osiedla.